# Kukeiha Club
Kukeiha Club (矩形波倶楽部) et Konami Kukeiha Club (コナミ矩形波倶楽部) sont deux groupes de musique de jeux vidéo formés au sein de la firme de jeux Konami par plusieurs musiciens (dans le cadre de Kukeiha Club) ou compositeurs (dans le cadre de Konami Kukeiha Club, dont entre autres Miki Higashino et Naoki Maeda firent un temps partie). Parmi leurs travaux, il y a les musiques de Contra, des trois premiers Castlevania sur NES, de Suikoden, et de beaucoup d'autres jeux de Konami. Leurs disques sont sortis sur le label King Records, dont trois albums de Konami Kukeiha Club qui se classèrent à l'Oricon au début des années 1990.

## Discographie

### Konami Kukeiha Club
Albums
- 1990.02.21 : Gradius III (グラディウスＩＩＩ?)
- 1991.06.05 : ? (出たな！！ツインビー?)
- 1992.01.21 : XEXEX